# Halalo
Halalo ist ein Dorf im Distrikt Muʻa im Königreich Uvea, welches als Teil des französischen Überseegebiets Wallis und Futuna zu Frankreich gehört.

## Lage
Halalo liegt an der dichter besiedelten Südküste des Distrikts Muʻa im Süden der Insel Uvea, die zu den Wallis-Inseln gehört. Südlich des Dorfes liegt Kolopopo. In Halalo befindet sich ein Öl- und Flüssiggaspier. Direkt nordöstlich befindet sich die archäologische Stätte von Talietumu.

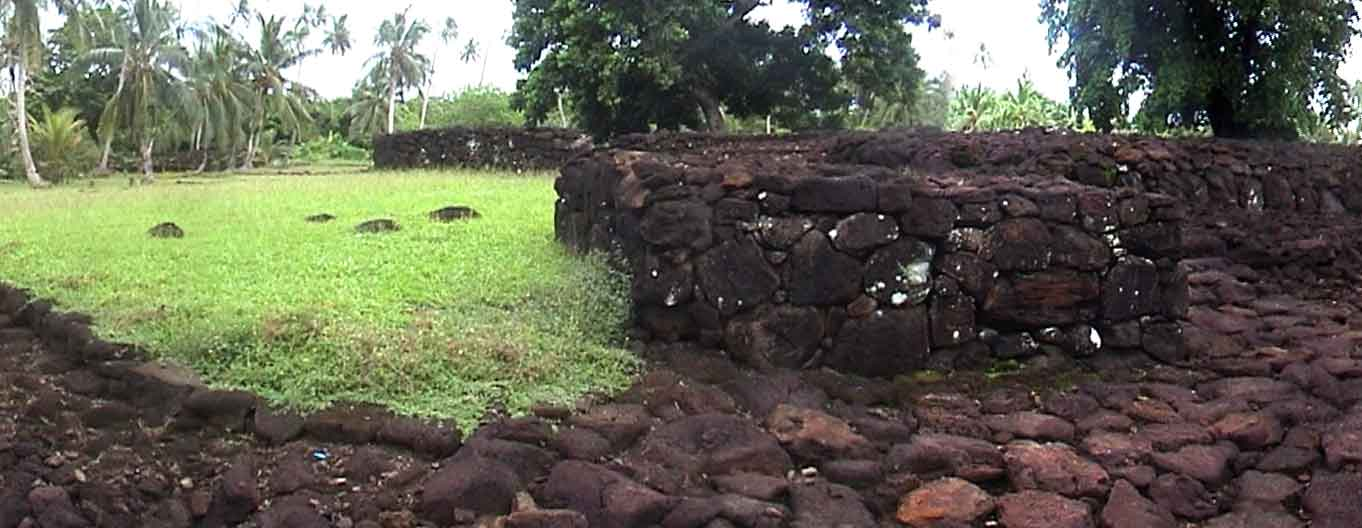
Ruinen des Forts Talietumu